# Suzanne Bachelard
Suzanne Bachelard (Voigny, 18 oktober 1919 - Parijs, 3 november 2007) was een Frans filosofe. Haar voornaamste interessegebied lag in de wetenschapsfilosofie en de filosofie van de wiskunde. Haar werk valt te plaatsen binnen de traditie van de fenomenologie, teruggaand op het werk van Edmund Husserl. Ze was de dochter van de filosoof Gaston Bachelard.